# Hal Wichers
Hendrik Arend Ludolf (Hal) Wichers (Tarutung, 16 april 1893 – Nijmegen, 5 januari 1968) was een Nederlands schilder, tekenaar en monumentaal kunstenaar.

## Leven en werk
Hal of Hein Wichers, lid van de familie Wichers, werd geboren in Nederlands-Indië als zoon van Hendrik Arend Ludolf Wichers (1851-1911), luitenant-kolonel in het Oost-Indisch Leger, en van Jenny Cornelia van Ophuysen (1862-1941). Wichers begon in 1910, toen de familie in Renkum woonde, met schilderen. Hij studeerde aan de Rijksakademie van beeldende kunsten in Amsterdam (1915-1919) onder Antoon Derkinderen, en keerde terug naar Nederlands-Indië. 
Wichers werkte op een theeonderneming en werd later onder meer verzekeringsagent en makelaar. Hij trouwde in 1924 met Nicolette Henriette Bleckmann (1902-1998).
Na zijn huwelijk pakte hij het schilderen weer op. Hij schilderde, tekende en aquarelleerde impressionistische portretten en landschappen. Hij maakte daarnaast wandschilderingen en linoleummozaïeken.  Eind jaren dertig werd een aantal van zijn schilderijen gebruikt om schoolplaten van te maken. Tijdens de Japanse bezetting van Nederlands-Indië werd Wichers geïnterneerd en ging een deel van zijn werk verloren. Wichers vestigde zich na de oorlog met zijn gezin in Nijmegen, waar zijn schoonouders woonden. 
Wichers exposeerde meerdere malen in Nederlands-Indië en Nederland, onder meer met de Nijmeegse Gemeenschap Beeldende Kunstenaars. In 1955 exposeerde hij met zijn jongere zus, de beeldhouwster Jane Wichers, in hotel Des Pays Bas in Terneuzen.
Hal Wichers overleed op 74-jarige leeftijd.